# Carina Kirssi Ketonen
Carina Kirssi Ketonen (* 31. August 1976) ist eine ehemalige finnische Radsportlerin.
Kirssi Ketonen wurde mehrfach nationale Meisterin im Cyclocross und im Straßenrennen, zuletzt 2010.

## Erfolge
2007
- Finnische Meisterin im Cyclocross

2009
- Finnische Meisterin im Straßenrennen

2010
- Finnische Meisterin im Cyclocross
- Finnische Meisterin im Straßenrennen